# Baia de Fier, Gorj
Baia de Fier este satul de reședință al comunei cu același nume din județul Gorj, Oltenia, România. Se află în partea de est a județului, în Podișul Oltețului.

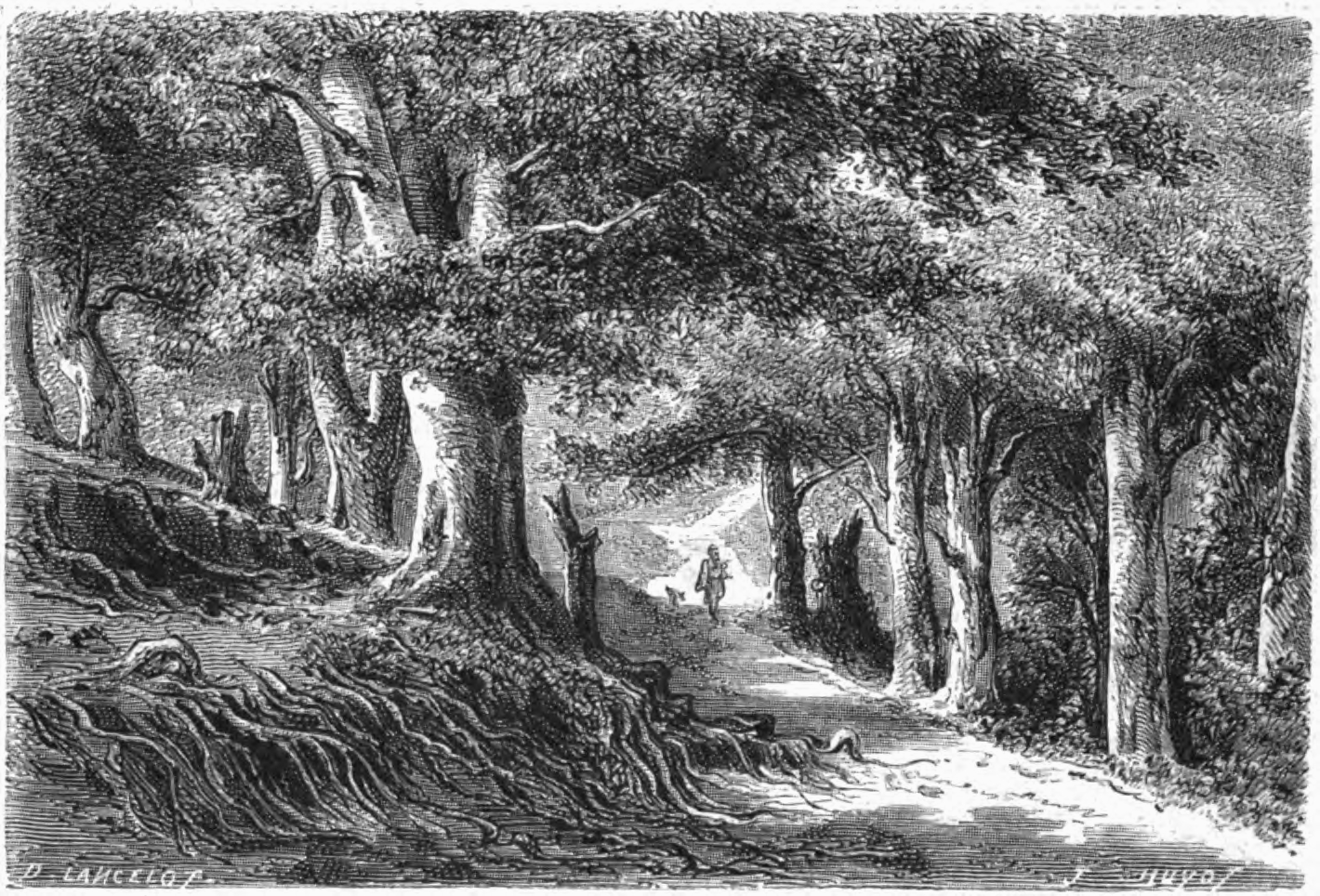
Codrii din preajma Băii-de-Fier în 1860

## Vezi și
- Biserica de lemn din Sohodol, Gorj